# ورزشگاه چانگ‌وون
ورزشگاه چانگ‌وون یک ورزشگاه فوتبال در کشور کره جنوبی است که در سال ۱۹۹۳ با ظرفیت ۲۷۰۰۰ نفر ساخته شده است.
این ورزشگاه میزبان بازی فینال سوپر جام آسیا ۱۹۹۶ بوده است.